# Genta Miura
Genta Miura (født 1. marts 1995) er en japansk fodboldspiller.

## Japans fodboldlandshold
| Japans landshold | Japans landshold | Japans landshold |
| År               | Kmp              | Mål              |
| ---------------- | ---------------- | ---------------- |
| 2017             | 2                | 0                |
| Total            | 2                | 0                |